# 채이시
채이시(본명: 김동현, 2001년 4월 20일 ~ )은 대한민국의 리그 오브 레전드 프로게이머로 아이디는 Chasy이다. 포지션은 탑 라이너이다.

## 선수 생활
2018년 12월부터 2019년 1월까지 어스타에서 활동했다.
이후 담원 게이밍의 아카데미 팀에 입단했다.
2020시즌을 앞두고 스피어 게이밍에 입단했다. 2020 서머 시즌 팀의 챌린저스 우승에 기여했다. 서머 시즌 종료 후 올프로 세컨드팀에 선정되었다.
2021시즌을 앞두고 DWG KIA에 입단했다. 스프링 시즌을 앞두고 담원의 1군팀에 합류했다. 1군에서는 칸의 서브 선수로 활동했다. 스프링 2라운드에서는 2군으로 샌드다운되었다. 2021시즌 종료 이후 팀에서 퇴단했다.

## 소속팀
| # | 팀명          | 소속 기간             | 소속 리그 | 비고 |
| - | ------------- | --------------------- | --------- | ---- |
| 1 | 스피어 게이밍 | 2019.12.09~2020.11.26 | CK        |      |
| 2 | DWG KIA       | 2020.11.26~2021.11.29 | LCK       |      |

## 수상 내역
- 레노보 레지언 오브 챔피언스 시리즈 3 우승
- 리그 오브 레전드 챌린저스 코리아 서머 2020 우승
- 2020 LoL KeSPA컵 울산 우승